# Lòng mức Trung Bộ
Lòng mức Trung Bộ hay mức, lực mực, thừng mực (danh pháp: Wrightia annamensis) là một loài thực vật có hoa trong họ La bố ma. Loài này được Eberh. & Dubard mô tả khoa học đầu tiên năm 1913.